# ダマシクトーン
ダマシクトーン（古希: Δαμασίχθων, Damasichthōn）は、ギリシア神話の人物である。オペルテースの子で、テーバイの王ペーネレオースの孫にあたる。プトレマイオスの父、クサントスの祖父。エリーニュスに襲われたアウテシオーン王が神託に従ってテーバイを去った後、人々によって王に選出された。

## その他のダマシクトーン
- アムピーオーンとニオベーの子の1人[2]。
- コドロスの子で、プロメートスと兄弟[3]。